# Claude Arabo
Claude Arabo (* 3. Oktober 1937 in Nizza; † 3. Juli 2013) war ein französischer Säbelfechter.

## Erfolge
Claude Arabo war der erfolgreichste französische Fechter der 1960er Jahre, er gewann fünf Mal die französischen Meisterschaften im Säbel-Einzel.
1960 trat er zum ersten Mal bei den Olympischen Spielen in Rom an und belegte im Einzel den vierten Platz.
1962 gewann er bei den Weltmeisterschaften in Buenos Aires Bronze im Einzel.
Bei seinen zweiten Olympischen Spielen 1964 in Tokio gelang ihm sein größter Erfolg: Er erfocht Silber im Einzel hinter Tibor Pézsa aus Ungarn nach Stechen. Mit der Mannschaft belegte er den vierten Platz.
Er gewann bei den Weltmeisterschaften 1965 in Paris Bronze mit der Mannschaft,
bei den Weltmeisterschaften 1966 in Moskau und
bei den Weltmeisterschaften 1967 in Montreal ebenfalls.
Bei seinen letzten Olympischen Spielen 1968 in Mexico-Stadt belegte seine Mannschaft hinter den Teams aus der UdSSR, Italien und Ungarn den vierten Platz, im Einzel erreichte er den neunten Platz.